# Engin de service hivernal

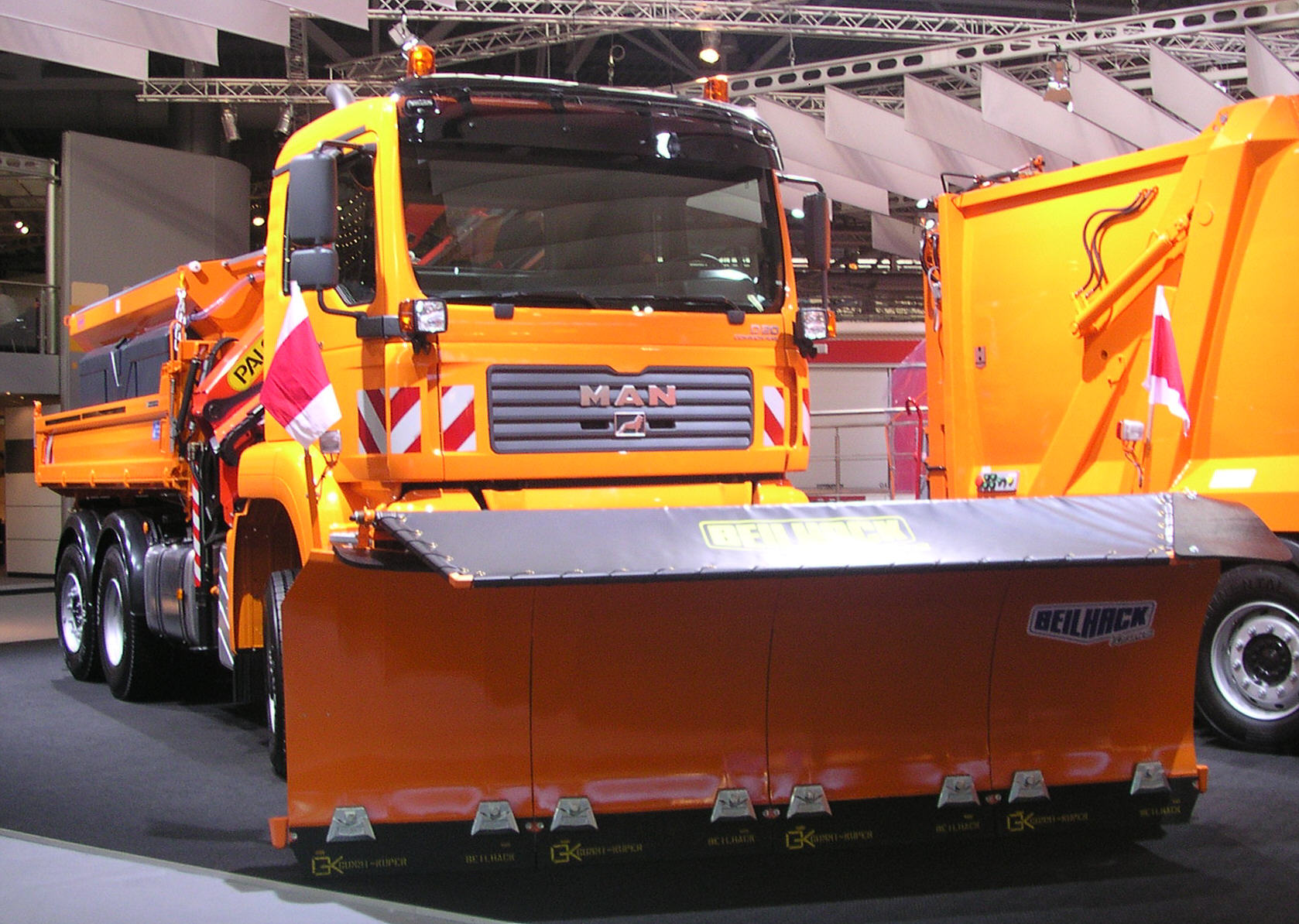
Chasse-neige : engin de service hivernal composé d'un porteur, ici un camion, et d'un outil de raclage, ici une lame biaise.

Un engin de service hivernal est une machine qui concourt à la réalisation d'actions qui ont pour objectif d’éviter, de limiter ou de diminuer les baisses d’adhérence des véhicules sur la route induites par des phénomènes climatiques comme la neige, le verglas ou la glace. Un tel engin comprend en général un porteur et un outil.

## Le porteur
Le porteur est un véhicule automoteur (tracteur agricole, camion, etc) qui permet d’assurer le portage, le poussage ou le tractage d’outils destinés au déneigement.
Il y a trois classes de porteurs selon leur poids total en charge :
- inférieur à 13 tonnes ;
- de 13 tonnes à 19 tonnes ;
- plus de 19 tonnes.

Par ailleurs, il existe quatre types de porteurs selon leur nombre de roues porteuses, motrices ou directrices, codifié généralement comme suit : Porteuses x Motrices/Directrices. Ainsi un porteur 6x4/2 comporte six roues porteuses, quatre roues motrices et deux roues directrices.
Finalement, il a des porteurs spécialisés, entièrement affectés au service hivernal, des porteurs polyvalents qui peuvent porter différents types d’outils en dehors de la période hivernale, comme un outil de fauchage-débroussaillage ou d'épandage de liant routier.

## L’outil
Les outils permettent d’assurer les fonctions principales du déneigement : le raclage, l’épandage et l’évacuation.

### Outils de raclage
On distingue les outils suivants :
- la lame biaise ;
- l'étrave ;
- le rabot.

Ces outils qui sont portés ou poussés peuvent être complétés par des lames complémentaires disposées sur un ou les deux côtés du porteur, nommés ailerons.

### Outils d’épandage
Les outils d’épandage sont dénommés épandeuse ou plus couramment « saleuses », puisque le produit répandu sur le sol est du sel sous différentes formes. La nature du sel répandu, solide ou liquide (saumure), permet de différencier cinq classes d’épandeuses :
- l’épandeuse solide ;
- l’épandeuse liquide ;
- l’épandeuse solide+liquide ;
- l’épandeuse double solides (répandus séparément ou simultanément) ;
- l’épandeuse double solides + liquide.

### Outils d’évacuation
La souffleuse à neige est également appelée fraise de déneigement ou évacuateur de neige. 

## Utilisation
Les engins de service hivernal peuvent être de propriété privée ou publique. Ainsi, les services de voiries municipaux ou régionaux possède un certain nombre d'engins pour satisfaire au déneigement prioritaire. Cependant, dans la plupart des juridictions, chaque hiver des contrats sont passés entre des sociétés privées spécialisées et les travaux publics (TP) pour la fourniture, lors d'épisodes neigeux de camions, lames et épandeuses supplémentaires pour venir en renfort au déneigement des rues, routes et autoroutes.
En France, les exploitants agricoles et les Entreprises de Travaux Agricoles peuvent également apporter leur concours aux communes, aux intercommunalités et aux départements en assurant le déneigement des routes et/ou le salage de la voirie avec leurs tracteurs agricoles.